# Дивакуватий музика
«Дивакуватий музика» (нім. Der wunderliche Spielmann) — казка, опублікована братами Грімм у збірці «Дитячі та сімейні казки» (1812). Згідно з класифікацією казкових сюжетів Аарне-Томпсона має номер 151: «Уроки музики для звірів». За мотивами казки американська поетеса Енн Секстон написала однойменний вірш, що увійшов до збірки «Трансформації» (1971), в якій письменниця переосмислила шістнадцять казок братів Грімм. 

## Сюжет
Скрипалю, що блукає у лісі, стає нудно і він тужить за добрим товаришем, якого міг би мати в дорозі. Він починає грати на своїй скрипці, яка привертає увагу вовка, лисиці та зайця, кожен з яких є для нього як п’яте колесо до воза та не підходять на роль подорожнього. Користуючись повагою у звірів, музика заманює їх у пастку і далі сам продовжує свій шлях. Зрештою він знаходить товариша, якого шукав, дроворуба, який  із сокирою під пахвою підійшов ближче послухати музику. Водночас вовку вдається звільнитися і він разом із лисицю і зайцем прямують до музики, щоб помститись. Дроворуб заступається за музиканта і звірі тікають назад до лісу. 